# Parc Nacional de Feïdja
El Parc Nacional de Feïdja (àrab الحديقة الوطنية بالفايجة) (també apareix com a Feija i Feiija) és una zona amb qualificació de parc nacional, a la governació de Jendouba, a 49 km al nord-oest de Jendouba i 17 km al nord-oest de Ghardimaou. La superfície és de 2632 hectàrees i fou creat per decret de 4 de juny de 1990.

## Descripció
Està destinat a protegir la part millor conservada de les muntanyes de la Khroumirie amb una altura mitjana de més de 750 metres, amb l'altura màxima al Djebel Statir de 1.150 metres.
Els boscos ocupen el 90% de la superfície total del parc. Una reserva de cérvols iniciada el 1965 sobre 417 hectàrees queda dins el parc.
L'aigua està assegurada per diversos rius: al nord l'Oued Irouq, a l'oest l'Oued Bata, i al sud l'Oued Hadjar. La pluviometria és de 1.217 mm l'any i pot arribar fins als 1.920 mm. La neu a l'hivern contribueix a un bon subministrament d'aigua complementat amb les nombroses fonts naturals.
El roure és l'espècie dominant però hi ha també lentiscs, murta, olivera salvatge, ginesta salvatge i gessamí salvatge. Es troben arboços, smilax amb les seves fulles brillants, i brugueres, de las que la fusta de les arrels s'utilitza per a la fabricació de les "pipes de bruc". A la tardor s'hi troben bolets.
La fauna compta amb més de 70 espècies d'ocells, algunes de les quals tenen en aquest lloc el seu límit sud d'hàbitat. El cérvol de Berberia és el mamífer més important, però se'n compten 25 en total; començat a protegir el 1964, els seus ramats s'han recuperat i ara es pot reintroduir en altres llocs del país.
S'han trobat objectes neolítics d'uns deu mil anys, constituïts per objectes de sílex i obsidianes tallades, sobretot a la vora dels oueds. A la roca de Kef Negcha hi ha unes magnífiques pintures rupestres amb colors ocres; al cim del Kef Negcha s'hi troba el lloc de vigilància de focs; de l'època númida es troben vestigis diversos que semblen ser restes de fortificacions per tropes, i algunes pedres de tomba, però encara no s'ha fet l'estudi arqueològic corresponent. Hi ha també alguns campaments que van fer servir els guerrillers del FLN d'Algèria durant la guerra d'alliberament.
Un ecomuseu s'ha construït dins el parc al costat del qual l'edifici administratiu i un espai de pícnic.